# Renato Arapi
Renato Arapi (* 28. August 1986 in Sukth) ist ein albanischer ehemaliger Fußballspieler.

## Karriere

### Verein
Arapi spielte bis 2003 für die Nachwuchsabteilung von KS Dinamo Tirana und war anschließend Teil der Profimannschaft. Nachdem er für die Saison 2003/04 an KF Erzeni Shijak ausgeliehen wurde, wurde er in der Saison 2004/05 im Kader behalten und im Sommer 2005 an KS Besa Kavaja abgegeben. Hier befand er sich bis zum Sommer 2010 unter Vertrag und wurde zwischenzeitlich an die Vereine Silkeborg IF und KS Shkumbini Peqin ausgeliehen.
In der Sommertransferperiode 2010 wechselte er zu KF Skënderbeu Korça. Mit diesem Verein holte er in den Jahren 2010 bis 2016 insgesamt sechs Mal hintereinander die albanische Meisterschaft und gehörte damit zu jener Mannschaft des Vereins die diese Erfolgsserie zum ersten Mal im albanischen Fußball erreichte.
Im Sommer 2016 wechselte er zum Ligarivalen FK Partizani Tirana und nahm mit diesem erst an der Qualifikation für die Champions League und anschließend an der Qualifikation der Europa League teil. Mit seinem Verein verfehlte er in beiden Turnieren die Qualifikation. Noch innerhalb der gleichen Transferperiode wechselte Arapi die türkische TFF 1. Lig zu Boluspor. Nach zwei Jahren wechselte er innerhalb der Liga zum Aufsteiger Afjet Afyonspor.
Zur Rückrunde der Saison 2018/19 wechselte er zu KS Teuta Durrës.

### Nationalmannschaft
Arapi begann seine Nationalmannschaftskarriere 2004 mit einem Einsatz für die albanische U-18-Nationalmannschaft. Anschließend durchlief er auch die U-19- und die U-21-Mannschaften seines Landes.
Am 20. Juni 2011 debütierte er in einem Testspiel gegen die argentinische Nationalmannschaft auch für die albanische Nationalmannschaft.

## Erfolge
Mit KF Skënderbeu Korça
- Albanische Meister: 2011, 2012, 2013, 2014, 2015, 2016
- Albanischer Super-Pokalsieger: 2012/13, 2013/14